# Europees kampioenschap voetbal onder 16 - 1987
Het vijfde Europees kampioenschap voetbal onder 16 werd gehouden van 25 mei tot en met 3 juni 1987. Het toernooi werd gespeeld in Frankrijk. De winnaar zou Italië zijn geworden, maar later werd bekend dat er in het Italiaanse team een niet speelgerechtigde speler was opgesteld. De titel werd vervolgens nooit uitgereikt, ook niet aan finalist Sovjet-Unie.
De zestien gekwalificeerde teams werden ingedeeld in vier groepen van vier. De groepswinnaars stroomden door naar de halve finale. Teams hadden voor dit toernooi ook de kans om zich te kwalificeren voor het wereldkampioenschap onder 16 in 1987 in Canada, dat al na een paar maanden zou beginnen. De beste drie teams mochten daaraan meedoen. Frankrijk, Italië en Sovjet-Unie kwalifeerden zich voor dat toernooi.

## Gekwalificeerde landen
| Land                           | Gekwalificeerd als           | Aantal deelnames |
| ------------------------------ | ---------------------------- | ---------------- |
| Frankrijk                      | Gastland                     | 3e               |
| Portugal                       | Winnaar kwalificatiegroep 1  | 3e               |
| West-Duitsland                 | Winnaar kwalificatiegroep 2  | 4e               |
| Israël                         | Winnaar kwalificatiegroep 3  | Debuut           |
| Italië                         | Winnaar kwalificatiegroep 4  | 4e               |
| Griekenland                    | Winnaar kwalificatiegroep 5  | 3e               |
| Duitse Democratische Republiek | Winnaar kwalificatiegroep 6  | 3e               |
| Noord-Ierland                  | Winnaar kwalificatiegroep 7  | Debuut           |
| Noorwegen                      | Winnaar kwalificatiegroep 8  | 3e               |
| Schotland                      | Winnaar kwalificatiegroep 9  | 3e               |
| Tsjecho-Slowakije              | Winnaar kwalificatiegroep 10 | 2e               |
| Turkije                        | Winnaar kwalificatiegroep 11 | Debuut           |
| Oostenrijk                     | Winnaar kwalificatiegroep 12 | 2e               |
| Sovjet-Unie                    | Winnaar kwalificatiegroep 13 | 4e               |
| Joegoslavië                    | Winnaar kwalificatiegroep 14 | 4e               |
| Denemarken                     | Winnaar kwalificatiegroep 14 | 2e               |

## Groepsfase

### Groep A
| Pos. | Land        | GW | W | G | V | DV | DT | +/− | Ptn. |
| ---- | ----------- | -- | - | - | - | -- | -- | --- | ---- |
| 1    | Turkije     | 3  | 2 | 1 | 0 | 2  | 0  | +2  | 5    |
| 2    | Griekenland | 3  | 0 | 3 | 0 | 1  | 1  | 0   | 3    |
| 3    | Denemarken  | 3  | 0 | 2 | 1 | 2  | 3  | –1  | 2    |
| 4    | Israël      | 3  | 0 | 2 | 1 | 1  | 2  | –1  | 2    |

|             |         |     |             |         |
| 25 mei 1987 | Turkije | 0–0 | Griekenland | Orléans |
| 25 mei 1987 |         |     |             | Orléans |

|             |            |     |        |        |
| 25 mei 1987 | Denemarken | 1–1 | Israël | Évreux |
| 25 mei 1987 |            |     |        | Évreux |

|             |         |     |        |                 |
| 27 mei 1987 | Turkije | 1–0 | Israël | Mantes-la-Ville |
| 27 mei 1987 |         |     |        | Mantes-la-Ville |

|             |            |     |             |            |
| 27 mei 1987 | Denemarken | 1–1 | Griekenland | Saint-Ouen |
| 27 mei 1987 |            |     |             | Saint-Ouen |

|             |             |     |        |           |
| 29 mei 1987 | Griekenland | 0–0 | Israël | Compiègne |
| 29 mei 1987 |             |     |        | Compiègne |

|             |         |     |            |      |
| 29 mei 1987 | Turkije | 1–0 | Denemarken | Lucé |
| 29 mei 1987 |         |     |            | Lucé |

### Groep B
| Pos. | Land      | GW | W | G | V | DV | DT | +/− | Ptn. |
| ---- | --------- | -- | - | - | - | -- | -- | --- | ---- |
| 1    | Frankrijk | 3  | 2 | 1 | 0 | 6  | 2  | +4  | 5    |
| 2    | Portugal  | 3  | 2 | 0 | 1 | 5  | 3  | +2  | 4    |
| 3    | Schotland | 3  | 0 | 2 | 1 | 4  | 6  | –2  | 2    |
| 4    | DDR       | 3  | 0 | 1 | 2 | 2  | 6  | –4  | 1    |

|             |           |     |     |               |
| 25 mei 1987 | Schotland | 2–2 | DDR | Saint-Nazaire |
| 25 mei 1987 |           |     |     | Saint-Nazaire |

|             |           |     |          |              |
| 25 mei 1987 | Frankrijk | 2–1 | Portugal | Saint-Brieuc |
| 25 mei 1987 |           |     |          | Saint-Brieuc |

|             |           |     |           |        |
| 27 mei 1987 | Frankrijk | 1–1 | Schotland | Vannes |
| 27 mei 1987 |           |     |           | Vannes |

|             |          |     |     |         |
| 27 mei 1987 | Portugal | 1–0 | DDR | Quimper |
| 27 mei 1987 |          |     |     | Quimper |

|             |          |     |           |       |
| 29 mei 1987 | Portugal | 3–1 | Schotland | Redon |
| 29 mei 1987 |          |     |           | Redon |

|             |           |     |     |         |
| 29 mei 1987 | Frankrijk | 3–0 | DDR | Lorient |
| 29 mei 1987 |           |     |     | Lorient |

### Groep C
| Pos. | Land              | GW | W | G | V | DV | DT | +/− | Ptn. |
| ---- | ----------------- | -- | - | - | - | -- | -- | --- | ---- |
| 1    | Italië            | 3  | 1 | 2 | 0 | 5  | 4  | +1  | 4    |
| 2    | West-Duitsland    | 3  | 1 | 2 | 0 | 5  | 4  | +1  | 4    |
| 3    | Noord-Ierland     | 3  | 0 | 2 | 1 | 2  | 3  | –1  | 2    |
| 4    | Tsjecho-Slowakije | 3  | 0 | 2 | 1 | 2  | 3  | –1  | 2    |

|             |        |     |                   |        |
| 25 mei 1987 | Italië | 2–1 | Tsjecho-Slowakije | Vagney |
| 25 mei 1987 |        |     |                   | Vagney |

|             |                |     |               |          |
| 25 mei 1987 | West-Duitsland | 2–1 | Noord-Ierland | Chaumont |
| 25 mei 1987 |                |     |               | Chaumont |

|             |               |     |        |        |
| 27 mei 1987 | Noord-Ierland | 1–1 | Italië | Vittel |
| 27 mei 1987 |               |     |        | Vittel |

|             |                |     |                   |             |
| 27 mei 1987 | West-Duitsland | 1–1 | Tsjecho-Slowakije | Montbéliard |
| 27 mei 1987 |                |     |                   | Montbéliard |

|             |                |     |        |        |
| 29 mei 1987 | West-Duitsland | 2–2 | Italië | Épinal |
| 29 mei 1987 |                |     |        | Épinal |

|             |               |     |                   |          |
| 29 mei 1987 | Noord-Ierland | 0–0 | Tsjecho-Slowakije | Mulhouse |
| 29 mei 1987 |               |     |                   | Mulhouse |

### Groep D
| Pos. | Land        | GW | W | G | V | DV | DT | +/− | Ptn. |
| ---- | ----------- | -- | - | - | - | -- | -- | --- | ---- |
| 1    | Sovjet-Unie | 3  | 3 | 0 | 0 | 9  | 1  | +8  | 6    |
| 2    | Noorwegen   | 3  | 1 | 1 | 1 | 3  | 4  | –1  | 3    |
| 3    | Oostenrijk  | 3  | 0 | 2 | 1 | 1  | 2  | –1  | 2    |
| 4    | Joegoslavië | 3  | 0 | 1 | 2 | 1  | 7  | –6  | 1    |

|             |             |     |             |         |
| 25 mei 1987 | Sovjet-Unie | 4–0 | Joegoslavië | Le Mans |
| 25 mei 1987 |             |     |             | Le Mans |

|             |           |     |            |          |
| 25 mei 1987 | Noorwegen | 0–0 | Oostenrijk | Poitiers |
| 25 mei 1987 |           |     |            | Poitiers |

|             |           |     |             |         |
| 27 mei 1987 | Noorwegen | 2–0 | Joegoslavië | Thouars |
| 27 mei 1987 |           |     |             | Thouars |

|             |             |     |            |       |
| 27 mei 1987 | Sovjet-Unie | 1–0 | Oostenrijk | Blois |
| 27 mei 1987 |             |     |            | Blois |

|             |             |     |            |        |
| 29 mei 1987 | Joegoslavië | 1–1 | Oostenrijk | Angers |
| 29 mei 1987 |             |     |            | Angers |

|             |             |     |           |       |
| 29 mei 1987 | Sovjet-Unie | 4–1 | Noorwegen | Tours |
| 29 mei 1987 |             |     |           | Tours |

## Knock-outfase
|  | Halve finale   | Halve finale   |   |                     | Finale              | Finale |
|  |                |                |   |                     |                     |        |
|  | 1 juni – Reims |                |   |                     |                     |        |
|  | Italië         | 1              |   |                     |                     |        |
|  | Turkije        | 0              |   |                     |                     |        |
|  |                |                |   |                     |                     |        |
|  |                |                |   |                     | 3 juni – Parijs     |        |
|  |                |                |   |                     | Italië              | 1      |
|  |                | Sovjet-Unie    | 0 |                     |                     |        |
|  |                |                |   |                     |                     |        |
|  |                |                |   |                     | Derde plaats        |        |
|  | 1 juni – Rouen | 1 juni – Rouen |   | 3 juni – Montataire | 3 juni – Montataire |        |
|  | Sovjet-Unie    | 0 (3)          |   | Frankrijk           | 3                   |        |
|  | Frankrijk      | 0 (0)          |   |                     | Turkije             | 0      |

### Finale
De finale werd ook gespeeld op 3 juni 1987, in Parijs. Omdat Italië een niet speelgerechtigde speler opstelde, werd er nooit een titel toegekend, ook niet aan de Sovjet-Unie.
|             |        |     |             |                          |
| 3 juni 1987 | Italië | 1–0 | Sovjet-Unie | Parc des Princes, Parijs |
| 3 juni 1987 | Gallo  |     |             | Parc des Princes, Parijs |